# Hollange
Hollange (en wallon Holindje, en luxembourgeois Hollen) est un village de l'Ardenne belge. Situé dans la section belge du Parc naturel de la Haute-Sûre il fait aujourd'hui partie de la commune de Fauvillers située en Région wallonne dans la province de Luxembourg.

## Géographie
Le village se trouve à six kilomètres au nord du village de Fauvillers, à mi-chemin entre Martelange et Bastogne. Il est bordé à l’est par la route nationale 4.
Le village est établi sur une hauteur dominant la vallée de la Strange, que l'on peut parcourir en suivant le RAVeL de l'ancienne ligne de tram qui allait de Bastogne à Martelange. 

## Démographie
- Source: INS recensements population

## Histoire
Hollange était une commune du département des Forêts sous le régime révolutionnaire français. En 1823, Sainlez et Strainchamps lui furent adjoints. Lors de la fusion des communes de 1977, le village fut intégré à la nouvelle commune de Fauvillers.

## Patrimoine et culture

### Patrimoine architectural
- Le Moulin hydraulique, vieux de plus de six siècles, est toujours en activité. Alimenté par un bief de 900 mètres issu de la Strange il produit de la farine avec laquelle une boulangerie artisanale (attachée au moulin) produit un pain à la manière traditionnelle ardennaise.
- L’église Saint-Raymond, construite en 1924 remplace un ancien sanctuaire (XVIIe siècle) dédié à saint Raymond.